# Doctrine (PHP)
Doctrine — об'єктно-реляційний проектор (ORM) для PHP 5.3.0+, який базується на шарі абстракції доступу до БД (DBAL). Однією з ключових можливостей Doctrine є запис запитів до БД на власному об'єктно-орієнтованому діалекті SQL, званий DQL (Doctrine Query Language) і базується на ідеях HQL (Hibernate Query Language).

## Приклад використання
Doctrine відповідає паттерну DataMapper для роботи з даними. Наприклад, якщо програміст хоче створити користувача в базі даних, він може більше не використовувати SQL, а написати наступний PHP код:
```
$user
 
=
 
new
 
User
();

$user
->
name
 
=
 
"john"
;

$user
->
password
 
=
 
"doe"
;

$user
->
save
();

echo
 
"The user with id 
$user->id
 has been saved."
;

```